# Jarosław Zadylak
Jarosław Bogusław Zadylak (ur. 11 maja 1973 w Tychach) – polski piłkarz, obrońca, wychowanek GKS Tychy.

## Kariera klubowa
- GKS Tychy (1992–1994)
- Górnik Zabrze (1994–1996) – 38 występów w Ekstraklasie
- Lechia Gdańsk (1997)
- Grunwald Ruda Śląska (1997–2000) – 1 występ w Pucharze Polski
- Polonia Bytom (2000)
- Szczakowianka Jaworzno (2001–2003) – 27 występów w Ekstraklasie, 1 w II Lidze, 3 w Pucharze Polski, 2 w Pucharze Ligi i 4 w barażach
- Piast Gliwice (2004–2006) – 91 występów w II Lidze i strzelając 2 gole, 9 w Pucharze Polski i 2 w barażach
- GKS Tychy ’71 (2007–2010) – 50 występów w II Lidze i strzelając 1 gola, 6 w Pucharze Polski i 2 w barażach.
- Leśnik Kobiór (2010) – runda wiosenna
- Czarni Piasek (2010–2011) – karierę piłkarską zakończył 27 marca 2011 w pierwszym, wiosennym meczu Czarnych Piasek z Krupińskim Suszec. Strzelił bramkę w tym spotkaniu.

## Kariera trenerska
- GKS Tychy – asystent Rafała Góraka, runda wiosenna (2011)
- Czarni Piasek (od 2011)

Od 2 kwietnia 2011 był asystentem Rafała Góraka, trenera drugoligowego GKS-u Tychy, ale po jego odejściu w czerwcu do GKS-u Katowice przestał pełnić tę funkcję. Od początku lipca 2011 jest samodzielnym trenerem Czarnych Piasek, którzy występują w klasie okręgowej (Katowice I). Od dnia 15 października 2013 jest trenerem IV ligowej Spójni Landek(II grupa śląska) Zastąpił na tym stanowisku Sławomira Białka